# 三叶弯蕊芥
三叶弯蕊芥（学名：Loxostemon granulifer）为十字花科弯蕊芥属的植物，为中国的特有植物。分布于中国大陆的云南等地，生长于海拔2,950米的地区，一般生于阴湿的流沙石上，目前尚未由人工引种栽培。

## 别名
弯蕊石蕊芥（种子植物名称再版）